# Maxine Moul
Maxine Burnett Moul (* 26. Januar 1947 in Oakland, Burt County, Nebraska) ist eine US-amerikanische Politikerin. Zwischen 1991 und 1993 war sie Vizegouverneurin des Bundesstaates Nebraska.

## Werdegang
Maxine Burnett, so ihr Geburtsname, besuchte die öffentlichen Schulen ihrer Heimat einschließlich der Oakland High School. Danach studierte sie bis 1969 an der University of Nebraska Journalismus. Bis 1971 arbeitete sie für die Zeitung Sioux City Journal als Reporterin und Fotografin. Im Jahr 1972 kaufte sie zusammen mit ihrem Mann Francis Moul die Zeitung Syracuse Journal-Democrat. Daraus entstand ein großer regionaler Zeitungsverlag. Gleichzeitig schlug sie als Mitglied der Demokratischen Partei eine politische Laufbahn ein.
1990 wurde Moul an der Seite von Ben Nelson zur Vizegouverneurin von Nebraska gewählt. Dieses Amt bekleidete sie zwischen 1991 und ihrem Rücktritt im Jahr 1993. Dabei war sie Stellvertreterin des Gouverneurs und formale Vorsitzende der Nebraska Legislature. Ihr Rücktritt erfolgte nach ihrer Ernennung zur Wirtschaftsministerin ihres Staates (Director of Department of Economic Development). Dieses Amt bekleidete sie bis 1999.
Zwischen 2001 und 2003 war sie Leiterin der Wohltätigkeitsorganisation Nebraska Community Foundation. 2006 kandidierte sie erfolglos für das Repräsentantenhaus der Vereinigten Staaten. Im Jahr 2009 wurde Maxine Moul von Präsident Barack Obama ins US-Landwirtschaftsministerium berufen, wo sie regionale Direktorin für die Entwicklung des ländlichen Raums (Rural Development Director) für Nebraska wurde. Dieses Amt hat sie seitdem inne.